# Takahisa Zeze
Takahisa Zeze, född år 24 maj 1960 i Ōita, är en japansk filmregissör och manusförfattare. Han är ett av de stora namnen inom pinku eiga-genren.

## Biografi
Zeze tog sin examen vid Kyoto universitet år 1986, och därefter började han regissera experimentella filmer. Han inledde sin karriär inom filmindustrin på filmbolaget Shishi Productions, där han arbetade som manusförfattare och assistent åt olika regissörer. 
År 1989 började han regissera sina egna filmer, och det är oftast han själv som skrivit manuset till filmerna. Han tar ofta upp ämnen som i regel inte tas upp i pink eiga, och hans filmer är inte lika våldsamma som många andra filmer inom genren. Zezes filmer är ofta satiriska och självmedvetna. Han ger ofta sina filmer långa och originella titlar, vilket inte uppskattas av filmbolagen som oftast ändrar filmens titel innan den har premiär. Exempelvis gav han en film titeln My Existence Is a Phenomenon Based on the Hypothesis of Blue Light Generated by Organic Currency, vilket filmbolaget ändrade till Amazon Garden: Uniform Lesbians. 
Ibland använder sig Zeze av nyckfulla pseudonymer, exempelvis Jean-Luc Zeze. 
Takahisa Zeze har inte bara regisserat inom pinku eiga-genren, han har även gjort "vanliga" filmer som blivit succéer. 